# Blót

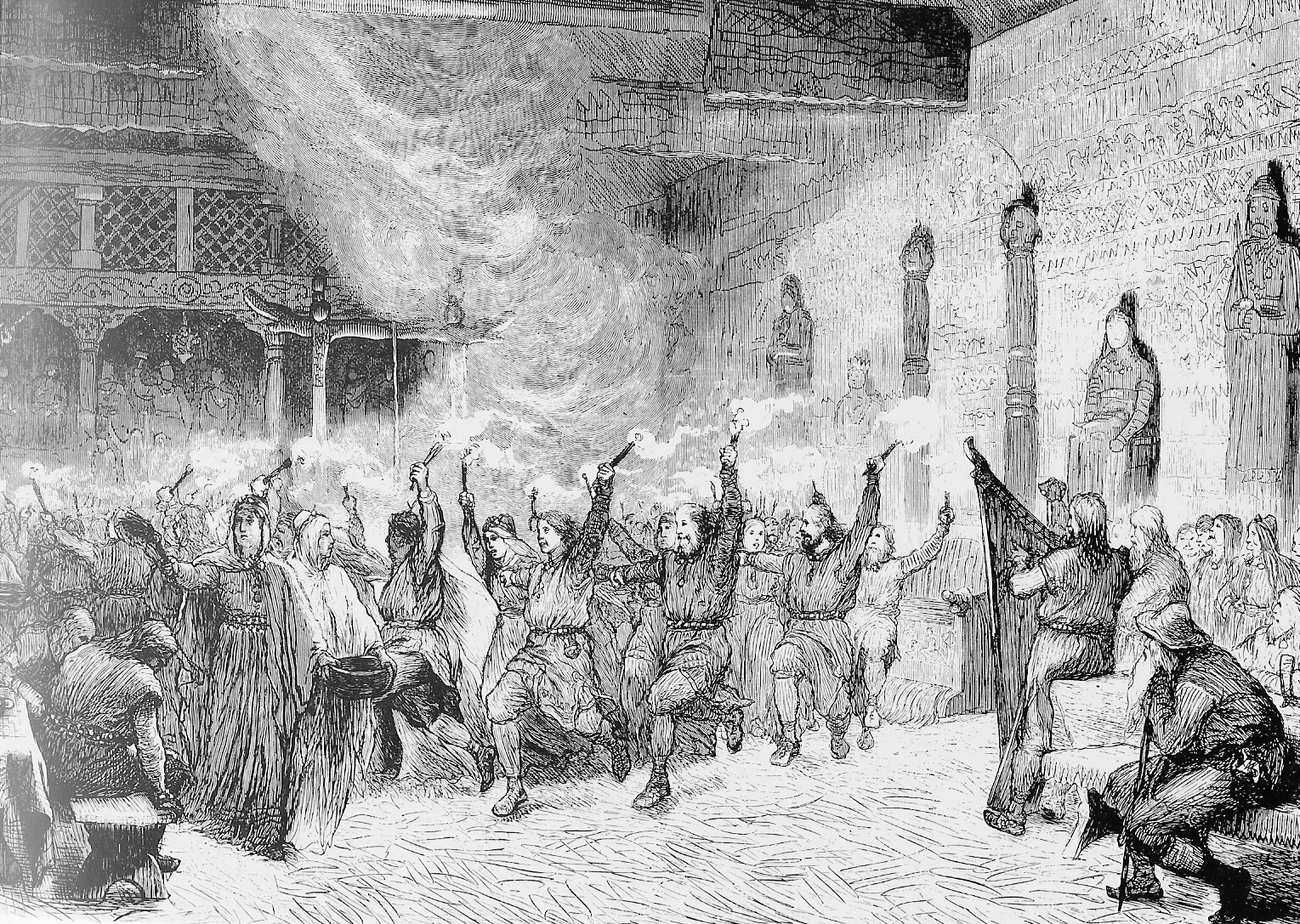
El dísablót, per August Malmström.

El blót és el sacrifici que es fa als déus i als elfs en el paganisme nòrdic.

## Etimologia
Es creu que el nom deriva de l'acció de sacrificar, que es deia blóta en nòrdic antic, blŏtan en gòtic, blōtan en anglès antic i blŏzan o pluozan en l'alt alemany antic. El significat més antic del mot sembla "convocar amb encanteris" i el filòleg noruec Sophus Bugge suggerí el 1879 que estaria relacionat amb la paraula llatina flamen (derivada d'una de més antiga, flădmen). Ambdues podrien tenir llur origen en la paraula protoindoeuropea bhlād(s)men.
El nom d'aquesta activitat pot haver donat continuïtat a les paraules angleses to bless (beneir), de bloþisojan (marcar amb sang) o blood, paraula derivada del protogermànic blodam (sang).

## Ritus i creences
El verb blóta significa "adorar amb sacrifici". El sacrifici sovint consistia en animals, sobretot porcs i cavalls. La carn e cuinava en grans forns de terra amb pedres escalfades, tant a l'interior com a l'exterior dels habitatges. Es considerava que la sang contenia poders especials i s'hi esquitxava les estàtues dels déus, les parets i els participants.
Era un moment sagrat, en què la gent es reunia al voltant de marmites per menjar amb els déus i els elfs. La beguda es passava entre els participants i era beneïda. Generalment es bevia cervesa o hidromel, però els nobles també bevien vi importat.
L'antiga oració era til árs ok friðar (per un bon any i pau). Demanaven fertilitat, bona salut, bona vida, pau i harmonia entre la gent i els déus.

## Dates per als blóts
El blót de la tardor es duia a terme a mitjan octubre, era el gran blót del solstici d'hivern o Yule. El fosc hivern era un temps molt dur per als escandinaus, i consideraven que es necessitaven emprendre actes especials per ajudar la natura que passés el període crític. Freyr era el déu més important en aquests blóts, i el "pernil de Nadal" (en temps pagans era un porc sacrificat en honor de Freyr) és encara una tradició important i molt conservada a Escandinàvia. El blót d'estiu es duia a terme a l'abril a l'equinocci vernal i era en honor d'Odin. S'acostumava a beure per la victòria i per la guerra i era un blót celebrat previ a les dates en què els vikings partien en expedicions o a la guerra.
Per als primers anglosaxons era generalment celebrat al novembre i es coneixia com a blótmónað, com el menciona el següent passatge en anglès antic:
| « | Se mónaþ is nemned on Léden Novembris, and on úre geþeóde blótmónaþ, forðon úre yldran, ðá hý hǽðene wǽron, on ðam mónþe hý bleóton á, ðæt is, ðæt hý betǽhton and benémdon hyra deófolgyldum ða neát ða ðe hý woldon syllan. | » |

| «                      | Aquest mes s'anomena Novembris en llatí, i en la nostra llengua, el mes del sacrifici, perquè els nostres avantpassats, quan eren pagans, sempre realitzaven sacrificis en aquest mes, ço és, que ells prenien llur bestiar per consagrar-lo a llurs ídols a qui desitjaven fer ofrenes. | » |
| — Traducció al català. | |   |

## Llocs
L'edifici on tenien lloc els blóts es diu hov i hi ha molts llocs el nom dels quals deriven d'aquest nom, per exemple a Escània, Östergötland i Västergötland. En el procés de cristianitzar el paisatge les esglésies es construïen sobre aquests hovs i les excavacions d'esglésies medievals com l'església de Mære a Trøndelag i la de Gamla Uppsala en donen testimoni.
Hi havia també altres llocs sagrats anomenats Hörgr (altar de sacrificis), Ve (lloc sagrat), Lund (bosc sacrat) i Haug (monticle). Les lleis cristianes prohibiren aquestes adoracions.

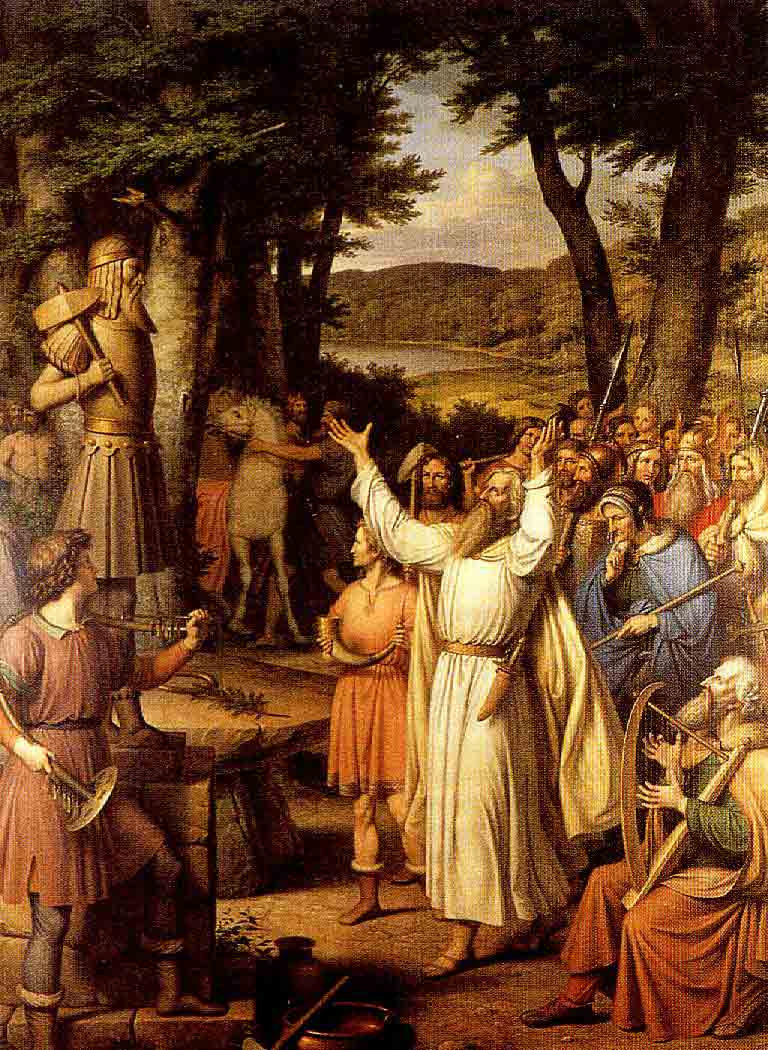
Un sacerdot (goði) guia la gent en un sacrifici a Thor, en aquesta pintura de J.L. Lund.

### Noruega

#### Mære
L'Snorri Sturluson narra la trobada entre els camperols de Trøndelag i el rei Haakon el Bo, una reunió que finí en una disputa religiosa centrada al voltant d'un blót. Haakon havia estat criat en la cort anglesa cristiana i havia tornat per reclamar el tron del seu pare Harald I de Noruega i intentava cristianitzar el país. Tot i el fet que els camperols l'havien escollit al Thing, s'oposaven a les seves idees religioses.
| «                          | Era un vell costum, que quan hi havia un sacrifici tots els amos de terres properes havien d'anar al lloc de reunió on es trobava el temple i dur-hi tot el que necessitessin durant el desenvolupament de l'esdeveniment fins que acabés. En aquest festival tots els homes portaven cervesa i tot tipus de bestiar, així com cavalls, per sacrificar-los, i tota la sang que en sorgia era anomenada hlaut i els gerros en què es col·lectava eren anoments gerros-hlaut. Es feien unes brotxes per esquitxar amb què poder esquitxar els altars i les parets dels temples, tant l'interior com l'exterior eren esquitxats de sang, i també la gent; però la carn es bullia i es salava per als presents. El foc s'encenia al mig del terra del temple, i a sobre hi havia les marmites. Les copes plenes es passaven de mà en mà, al voltant del foc; aquell que havia fet el banquet, i que n'era el cap, beneïa les copes plenes i la carn dels sacrificis. Una primera copa era buidada en honor d'Odin, per la victòria i el poder del rei; després es bevien les copes en honor de Njörðr i Freyja, per la pau i les bones estacions. Al final era costum beure la copa de Bragi, i els convidats buidaven llurs copes per la memòria de llurs amics que se n'havien anat; era anomenada la copa del record. | » |
| — «HAKON THE GOOD'S SAGA». | |   |

Durant aquesta cerimònia el rei també havia de participar-hi, tot i ésser cristià, i calia que begués de l'hidromel que era ofert i consagrat a Odin, Njörðr i Freyr. Els camperols també volien que en mengés, de la carn, però ell només mirà per sobre de l'ansa de la marmita i mantingué un drap de lli entre la boca i la carn. Els camperols no quedaren satisfets amb un rei que no participava per complet en un blót. A causa d'això fou seriosament humiliat i després es convertí a l'antiga fe. La tradició narra que fou sepultat amb un ritual pagà.

### Suècia

#### Gotland
La Gutasaga narra els blóts a Gotland a la mar Bàltica:
| « | Firi þan tima oc lengi eptir siþan. Troþu menn a hult. oc a hauga. wi. oc. stafgarþa. oc a haiþin guþ. blotaþu þair synnum oc dydrum sinum Oc fileþi. miþ matj oc mundgati. þet gierþu þair eptir wantro sinnj. land alt. hafþi sir hoystu blotan miþ fulki. ellar hafþi huer þriþiungr. sir. En smeri þing hafþu mindri blotan meþ fileþi. matj. Oc mungati. sum haita suþnautar. þi et þair suþu allir saman. | » |

| «          | Abans d'aquest temps, i un llarg temps des d'aleshores, ells creien en arbredes, santuaris, i llocs sagrats i en llurs déus pagans. Realitzaven sacrificis per llurs fills, filles i bestiar, i celebraven blóts amb menjar i beguda. Feien això a causa de llurs supersticions. Tot el país (l'althing) tenia el major blót amb sacrificis de persones, a més cada thing tenia el seu blót i els things més petits tenien blóts menors, amb bestiar, menjar i beguda. L'anomenaven cuinar amb germans, perquè preparaven el menjar plegats. | » |
| — Gutasaga | |   |

#### Trollkyrka
Al bosc de Tiveden, Suècia, en la tradició local hi ha un poema que descriu el que sembla haver estat un dels últims grans blóts celebrats a la muntanya de Trollkyrka, potser fins a temps tan tardans com el segle xix. A més a més, mostra com els grangers de la zona coneixen molt bé com es realitza el ritual.
| «              | El foc s'encén amb nou tipus de fusta, aquest és el vell costum. Un sacrifici és ofert, tots són esquitxats amb sang. La millor part s'ofrena als esperits, el que en queda ho consumeixen els homes. | » |
| — Línies 12-18 | |   |

| « | Elden den "köllas" av nio slags ved, det är gammal sed. Offer till andarna skänkes, med blodet sig alla bestänkes. Det bästa till andar föräras, det som blir över skall av männen förtäras. | » |

Cal destacar que la lletra diu que la sang és esquitxada en els participants i que la millor part es dona als esperits, on els participants mengen el que en queda. Això és comparable amb el bót de Mære, Noruega. La informació que es fa servir nou tipus de fusta per encendre el foc només es troba en aquest poema, però s'ajusta molt bé al significat màgic que s'atribuïa al nombre nou en la mitologia nòrdica, quelcom que es va poder obviar en les fonts medievals quan recollien informació sobre els blóts.